# علم التراث
علم التراث (بالإنجليزية: Heritage Science) هو المجال متعدد التخصصات المعني بالدراسات العلمية للتراث الثقافي أو الطبيعي. علم التراث مبني على تخصصات إنسانية وعلوم وهندسية متنوعة. فهو يركز على تعزيز الفهم والرعاية والاستخدام المستدام للتراث لإثراء حياة الناس في الحاضر والمستقبل. علم التراث مصطلح جامع يغطي جميع أشكال البحث العلمي في الأعمال البشرية والأعمال المشتركة بين الطبيعة والبشر ذات القيمة للناس.
انتشر استخدام المصطلح على نطاق واسع بعد عام 2006، عندما بات واضحًا بشكل متزايد أن المصطلحات الأكثر تقليدية كعلم الحفظ أو علم المحافظة لا تعكس بشكل كاف اتساع نطاق البحث في التراث الثقافي. يدعم علماء التراث في المتاحف والمعارض والمكتبات والمحفوظات والجامعات والمؤسسات البحثية الحفظ (غالبًا ما يطلق عليه علم الحفظ) والوصول (على سبيل المثال تطوير أدوات تكنولوجيا المعلومات والاتصالات الجديدة)، والتفسير بما في ذلك علم قياس الآثار وعلوم الآثار (مثل التأريخ والتثبت والإسناد)، وإدارة التراث (كتطوير الأدوات والمعرفة الداعمة لقرارات الإدارة الاستراتيجية أو البيئية) والمشاركة المجتمعية الأوسع في التراث (مثل قيم التراث والأخلاقيات). علم التراث هو أيضًا وسيلة ممتازة للمشاركة العامة في العلوم وكذلك التراث.
يُنظر إلى علم التراث على أنه «مفتاح لاستدامة التراث على المدى الطويل: إنه يتعلق بإدارة التغيير والمخاطر وتعظيم الفوائد الاجتماعية والثقافية والاقتصادية دون الاقتصار على الحاضر فقط، إنما بطريقة تمكننا من نقل تلك الفوائد التي ورثناها إلى الأجيال القادمة». اعترفت وثائق إستراتيجية علوم التراث الوطني للمملكة المتحدة بمجالات البحث التي تقدم فيها علوم التراث إسهامات خاصة على أنها متاحف وصالات عرض ومكتبات وأرشيفات؛ البيئة التاريخية المبنية وعلم الآثار.

## الجانب النظري
مايزال هذا المجال يتطلب مؤلفات أدبية خاصة به، وإن الآراء متباينة حول ما إذا كان علم التراث هو مجال في حد ذاته أو أنه ميدان بحث. ومع ذلك، يبدو أن هذه مسألة اعتراف أكاديمي، وليست مسألة ممارسة بحثية.
علم التراث مجال قديم للبحث: في محاضرات المعهد الملكي لعيد الميلاد عام 1843، أوضح مايكل فاراداي بالفعل كيف يساهم التلوث بشكل مهم في تدهور الكتب. يبدو أن الفرضيات التالية لها أهمية حاسمة: 
1. علم التراث مغرض بطبيعته، إذ يساهم العلماء من خلال إجراء البحوث حول التراث في إغناء قيمته: إنهم يخلقون بأبحاثهم التراث وينشرونه من خلالها.
2. علم التراث ليس أساسيًا ولا تجريبيًا: لا يمكن تكرار العمل مع أشياء أو مبانٍ أو مواقع تراثية فعلية، لأن التراث ليس تجربة. من ناحية أخرى، يتم تطبيق المنهج العلمي والاستدلال الاستنتاجي بسهولة عند العمل مع النماذج والأشياء النموذجية، وهو ما يفعله علماء التراث غالبًا بسبب القيمة العالية للأشياء التاريخية الفعلية وبالتالي قيود أخذ العينات.

نظرًا لأن السياق التاريخي للتراث غالبًا ما يكون مجهولًا، يمكن أن يكون هناك أي عدد من المتغيرات التي تؤثر على نظام التراث تحت المراقبة - لذلك غالبًا ما يُطبيق الاستدلال الاستقرائي في علم التراث. في هذا الجانب، تقترب فرضية علم التراث من العلوم الاجتماعية. إن التراث المتاح الوصول إليه، في شكله الأصلي المحفوظ أو كنسخة (رقمية)، هو أيضًا «مصدر للنمو الاقتصادي والعمالة والتماسك الاجتماعي». من خلال تحسين الوصول، يمكن أن تساهم علوم التراث في رفاهية الناس. علم التراث دليل على عدم وجود عالم من «ثقافتين». إن العالم الباحث في التراث يتحدى وجود الانقسام: لا يمكن أن يكون هناك بحث علمي عن التراث دون مساهمة من البحوث الإنسانية. تعمل علوم التراث أيضًا على بناء الجسور بين العلم ومفاهيم الثقافة، لأنها توفر وسيلة جذابة لنقل الأفكار والمفاهيم المتعلقة بالتكنولوجيا والهندسة، فضلًا عن الثقافة والمجتمع. يمكن اعتبار علم التراث نظيرًا بشريًا للجغرافيا البيئية التي عرفها هالفورد ماكيندر في عام 1887 باعتبارها تخصصًا يهدف إلى «سد واحدة من أكبر الفجوات» بين «العلوم الطبيعية ودراسة الإنسانية». اقتُرح تعريف مختلف للتراث كجزء من علم النفس الاجتماعي للمجموعة من قبل (إف. إف. جاي. شاوتين) على أنه «التاريخ المعالج من خلال الأساطير أو الأيديولوجيا أو القومية أو الكبرياء المحلي أو الأفكار الرومانسية أو مجرد الترويج ببساطة».